# Yamasee
Yamasee (Yamassee, Yemassee), pleme američkih Indijanaca porodice Muskhogean kojima je najraniji poznati dom bio područje kod rijeke Savannah u Georgiji i susjednoj Floridi, a nekoć ih je bilo i u Alabami nedugogo nakon 1716 i Južnoj Karolini.  Prvi puta spominje ih 1521. jedan indijanski rob iz plemena Waccamaw, Francisco de Chicora, pod imenom Yamiscaron. Od nekadašnjih 2000 (1650.) oni će do 1730. nestati kao samostalno pleme i priključiti se Seminole i Creek Indijancima, gdje još imaju potomaka. Seminole banda poznata kao Oklawaha, Ocklewaha ili Ocklawaha porijeklom je od Yamaseeja koja im se pridružila 1730. i danas se nazivaju Ocklawaha Band of Yamasee Seminole ili Ocklewaha Band of Yamassee Seminole. 

## Ime
Ime yamasee, i ostale varijante dolaze iz muskogee riječi yamasi = 'gentle' . Oblik yamiscaron kojeg navodi Francisco de Chicora, možda je iz siouan ili timuquanan dijalekta, jer nema glasa  r  u nijednom od muskhogean jezika.

## Sela
Sela ili naselja Yamaseeja podijeljena su do Yamasee rata 81715) na Gornje i Donje gradove, to su:
Gornji gradovi (Upper Towns):
- Huspaw, blizu Huspaw Creek između rijeke Combahee i Whale Brancha.
- Pocotaligo, kod rijeke Pocotaligo.
- Sadkeche, možda blizu Salkehatchie.
- Tomatly, blizu Tomatly, okrug Beaufort, Južna Karolina.
- Yoa, blizu Huspawa. Ovo je izgleda bilo selo nekog istoimenog plemena nepoznatog porijekla koje im se pridružilo 1703

Donji Gradovi (Lower Towns):
- Altamaha, loakcija nepoznata.
- Chasee, lokacija nepoznata.
- Oketee, možda u okrugu Jasper ili Beaufort u Južnoj Karolini.
- Pocasabo.
- Tulafina (?), možda blizu Tulafinny Creeka, estuarij rijeke Coosawhatchie u okrugu Jasper.

## Bande
Po imenu je poznata banda Yamacraw koja od kasnih 1720.-tih do sredine 1740.-tih živi u području rijeke Savannah, i kojima je poznat poglavica Tomochichi. 

## Povijest
Uspostavljanjem španjolskih misija u kasnom 16. stoljeću Yamasee žive pod vlašću Španjolaca na tlu Georgije i susjedne Floride i tu će ostati sve do 1687. kada iz nezadovoljstva napuštaju teritorij koji ovi drže i odlaze na područje današnje Južne Karoline koja je pod engleskom kontrolom. Isprva su možda u mirnim odnosima s Englezima, ali kasnije će se pogoršati. U prvim godinama 18. stoljeća, između 1702. i 1708. Englezi će organizirati tri ekspedicije za lov na indijanske robove, prvenstveno na plemena Yamasee, Apalachee i Timucua. Glavni centar prodaje robova bijelim naseljenicima u Karolini bio je Charlestown u koji je dovedeno oko 1,400 ljudi iz sedam velikih indijanskih sela. Indijanci izgleda nisu bili baš pogodni s pomoć bijelim farmerima pa su prodavani i Creek Indijancima, koji su pomagali Engleze u ovakvim pothvatima. Godine 1715. sve će završiti pokoljem oko 200 engleskih naseljenika i potrajat će do 1718., nakon čega će biti protjerani natrag na područje Floride, gdje će se udružiti sa Španjolcima u borbi protiv Engleza. Njihovo naselje kod današnje St. Augustine 1727 Englezi će napasti i uništiti. Ostaci su se 1730. ujedinili sa Seminolama, čiji se potomci danas nazivaju Oklawaha ili Ocklewaha. 

## Vanjske poveznice
- Yamasee Indian Tribe History
- Yamasee  Arhivirana inačica izvorne stranice od 29. rujna 2007. (Wayback Machine)
- Our Yamasee Tribe